# Alberta Adams
Pour les articles homonymes, voir Adams.
Roberta Louise Osborn, dite Alberta Adams, est une chanteuse de blues américaine née le 26 juillet 1917 à Indianapolis (Indiana) et morte le 25 décembre 2014 à Dearborn (Michigan).

## Biographie
Roberta Louise Osborn est élevée à Détroit par l'une de ses tantes. Elle débute comme danseuse de claquettes avant de se tourner vers la musique. Elle épouse un danseur nommé Billy Adams.
Durant les années 1940, elle chante dans les clubs de Detroit, puis tourne dans le Midwest et sur la côte Est. Remarquée par les frères Chess, Alberta Adams enregistre pour leur label Chess Records au cours des années 1950,. En 1953, Adams et Velma Newsome forment le duo The Bluezettes. Elles accompagnent Tiny Bradshaw en tournée,. Adams enregistre également pour Savoy Records.
Dans les années 1990, la chanteuse se produit avec le guitariste Johnnie Bassett. Au cours des années 2000, Alberta Adams enregistre des albums pour Cannonball Records et Eastlawn Records, dont Born with the Blues, que le magazine Living Blues (en) sélectionne dans sa liste des 25 meilleurs albums sortis en 1999. Le succès de ces disques dans le milieu du blues lui permet de repartir en tournée. En 2006, le EP Detroit's Queen of the Blues est récompensé aux Detroit Music Awards (en) dans la catégorie Outstanding Blues/R&B Recording. Adams est invitée en studio par The Motor City Horns et Planet D Nonet. Plusieurs de ses chansons figurent sur des compilations consacrées au blues.

## Style musical et influences
Alberta Adams est une chanteuse autodidacte. Sarah Vaughan, and LaVern Baker figurent parmi ses influences. Elle est considérée comme l'une des grandes chanteuses de blues de l'après guerre.

## Discographie

### Albums
- 1999 : Born with the Blues (Cannonball Records)
- 2000 : Say Baby Say (Cannonball Records)
- 2004 : I'm on the Move (Eastlawn Records)
- 2008 : Detroit is My Home (Eastlawn Records)

### EP
- 2006 : Detroit's Queen of the Blues (Eastlawn Records)